# Sowerby, West Yorkshire
Sowerby är en by i distriktet Calderdale, i grevskapet West Yorkshire, i England. Byn är belägen 6 km från Halifax. Sowerby Bridge/Sowerby var en civil parish från 1894 till 1937 då den blev en del av Sowerby Bridge och Ripponden. Denna civil parish hade 14 680 invånare år 1931. Sowerby var ett distrikt från 1894 till 1937 då den blev en del av Sowerby Bridge och Ripponden. Byn nämndes i Domedagsboken (Domesday Book) år 1086, och kallades då Sorebi.